# 1980 au Liban
Chronologie du Liban
- 1976
- 1977
- 1978
- 1979
- 1980
- 1981
- 1982
- 1983
- 1984

Cet article présente les faits marquants de l'année 1980 au Liban ou concernant ce pays.

## Évènements
- juin : le premier ministre Salim el-Hoss démissionne[1].
- 7 juillet : le PNL, la milice de Camille Chamoun est éliminée par les Forces libanaises de Bachir Gemayel, qui contrôle toute la zone chrétienne[2]. Il relance l’activité économique dans le port de Jounieh et s’oppose à la reconstruction de l’État. La Syrie remet l’essentiel de ses positions à l’OLP et se replie dans la plaine de la Bekaa. À la fin de l’année, Bachir Gemayel entreprend de défier les forces syriennes de la Bekaa et tente de s’emparer de Zahleh[3].
- Octobre : Chafic el-Wazzan est nommé premier ministre[1].

## Sport
- L'équipe olympique libanaise a participé aux Jeux olympiques d'hiver de 1980 à Lake Placid aux États-Unis. Elle prit part aux Jeux olympiques d'hiver pour la neuvième fois de son histoire et son équipe formée de trois athlètes ne remporta pas de médaille.